# Пилегеш
Пилегеш (ивр. פִּילֶגֶשׁ‎) — это еврейский термин для обозначения наложницы, имеющей аналогичные жене социальный и правовой статусы, которую мужчины часто брали с целью получения потомства.
Тора различает наложниц и «некондиционных» жён с приставкой «ле», которая в иврите означает последовательное приближение, но не строгое достижение объекта или состояния.

## Этимология
Слово пилегеш пришло в иврит как несемитское заимствование греческого слова паллакис (греч. παλλακίς), означающего содержанку, проживающую в доме; существует распространенное, но необоснованное мнение, что оно происходит от арамейской фразы плаг иша, означающей полу-жену.
В современном израильском иврите слово «пилегеш» часто используется как эквивалент слова «содержанка» — то есть женщина-партнер во внебрачных отношениях даже тогда, когда эти отношения не имеют никакого юридического признания.

## Библейские сюжеты
Несколько библейских персонажей имели наложниц, когда их жёны не могли родить детей. Самый известный пример — это Авраам. Сарра предложила Аврааму взять свою служанку Агарь в наложницы. Авраам согласился, но при этом Сарра сохранила в своей собственности как саму служанку, так и её потомство. Агарь родила Измаила и получила статус полноправного члена семьи Авраама, но, тем не менее, Сарра сохранила статус жены. Впоследствии сын Авраама Исаак унаследовал Измаила и Агарь вместе со всем прочим наследством, поскольку, согласно иудейским законам, всё имущество раба принадлежит хозяину.
Так как иметь детей в иудаизме считается великим благом, то законные жёны иногда сами давали своих служанок своим мужьям, чтобы они могли иметь детей от них, когда сами жёны были бездетными, как в случае с Лией и Зелфой; и с Рахилью и Валлой (см. Бытие. 29:21–30:24). Дети, рождённые от этой связи, имели все права законных детей, кроме права первородства.
Наложница пользовалась тем же уважением и неприкосновенностью, что и жена, и в отношении неё было также запрещено любое физическое насилие, даже если она являлась рабыней (см. Наложница в Гиве). Даже в случае Сарры и Агарь, Авраам был бы обязан лечить Агарь как полноправную жену, и она рассматривалась как равная Аврааму. Права Сарры распространились на наследника, и она имела права на потомков Агарь, и поэтому она стала законной, хоть и не биологической матерью Измаила.
Обе формы брака предполагают смертную казнь за супружескую измену в соответствии с еврейским законом.
В 19-й главе книги Судей мужчина, имеющий наложницу, назван её мужем, а отец наложницы — его тестем (Суд. 19:1–29).

## Правовая характеристика
Согласно Вавилонскому Талмуду (Санх. 21а), разница между пилегеш и полноправной женой в том, что последняя получала брачный договор (иврит:ктуба) и свадьбу, которой предшествовало формальное обручение («киддушин»), которых не было в случае с пилегеш. По мнению р. Иуды, однако, пилегеш также должна получить брачный договор, но без включения в него положений, определяющих условия развода.
Некоторые еврейские мыслители, как, например, Маймонид, считал, что наложницы строго зарезервированы для царей, и что простолюдин не может иметь наложницу; такие мыслители утверждали, что простолюдин не может участвовать в любых сексуальных отношениях вне брака.
Маймонид не был первым еврейским мыслителем, который критиковал сожительство с наложницей, например, это строго порицалось в Ваикра Рабба. Другие же еврейские мыслители, такие как Моше бен Нахман, Самуил Бен Ури Шрага Феб, и Яков Эмден категорически возражали против запрета наложниц.
Дети, рождённые в результате союза между пилегеш и мужчиной имели равные права с детьми этого мужчины и его жены. Единственным исключением стала уникальная взаимосвязь между Авраамом, Саррой и Агарью.
По словам раввина Мнахема Рисикова, институт пилегеш является альтернативой официальным бракам, которые не имеют тех же требований к разводному письму при расторжении отношений.